# Ronde van Overijssel
Il Ronde van Overijssel (it.: Giro di Overijssel) è una corsa a tappe di ciclismo su strada maschile che si disputa a Overijssel, nei Paesi Bassi, ogni anno a maggio. Dal 2005 è inserito nel calendario dell'UCI Europe Tour come evento di classe 1.2. Nel 2012 fu corso su due tappe e inserito nella classe 2.2.
Creato nel 1952, rimase riservato ai dilettanti fino al 1996.

## Albo d'oro
Aggiornato all'edizione 2024.
| Anno | Vincitore                                           | Secondo                                             | Terzo                                               |
| ---- | --------------------------------------------------- | --------------------------------------------------- | --------------------------------------------------- |
| 1952 | Piet Smit                                           | Daan de Groot                                       | Frans Mahn                                          |
| 1953 | Michel Stolker                                      | Piet Vermast                                        | Piet Waijboer                                       |
| 1954 | Mik Snijder                                         | Joop van der Putten                                 | Willy Gramser                                       |
| 1955 | Michel Stolker                                      | Mattie van den Heuvel                               | Henk Klein                                          |
| 1956 | Coen Niesten                                        | Ben Teunisse                                        | Piet Damen                                          |
| 1957 | Piet Damen                                          | Jo de Roo                                           | Jan van Vliet                                       |
| 1958 | Harry Scholten                                      | Antoon van der Steen                                | Jan Rademakers                                      |
| 1959 | Bas Maliepaard                                      | Jan Janssen                                         | Mik Snijder                                         |
| 1960 | Jan Janssen                                         | Ab Sluis                                            | Dick Groeneweg                                      |
| 1961 | Piet van der Horst                                  | Jack Mesters                                        | John Pluimers                                       |
| 1962 | Henk Cornelisse                                     | Cees Snepvangers                                    | Jacques van der Kloot                               |
| 1963 | Leo van Dongen                                      | Jan Pieterse                                        | Leo Hermens                                         |
| 1964 | Gerben Karstens                                     | Jos van der Vleuten                                 | Hennie Schouten                                     |
| 1965 | Ad van Kemenade                                     | Dignus Kosten                                       | Piet Braspennincx                                   |
| 1966 | Gerard Vianen                                       | Rini Wagtmans                                       | Chris Hoedelmans                                    |
| 1967 | Ted Blom                                            | Wim Bravenboer                                      | René Pijnen                                         |
| 1968 | Jan Krekels                                         | Piet Kettenis                                       | Mathieu Gerrits                                     |
| 1969 | Bart Solaro                                         | Hennie van Zandbeek                                 | Wim Jansen                                          |
| 1970 | John Cornelissen                                    | Jan Bekker                                          | Bert Boom                                           |
| 1971 | Charles de Smit                                     | Henk Poppe                                          | Cees Swinkels                                       |
| 1972 | Jo van Pol                                          | Piet van Katwijk                                    | Jacques Schuitemaker                                |
| 1973 | Jan Aling                                           | Fedor den Hertog                                    | Aad van den Hoek                                    |
| 1974 | Jan Lenferink                                       | Fons van Katwijk                                    | Henk Botterhuis                                     |
| 1975 | Wil van Helvoirt                                    | Henk Botterhuis                                     | Fons van Katwijk                                    |
| 1976 | Arie Hassink                                        | Jan Huisjes                                         | Piet Kuys                                           |
| 1977 | Frits Schur                                         | Giel van der Sterren                                | Bas van Lamoen                                      |
| 1978 | Herman Snoeijink                                    | Frits Pirard                                        | Bert Wekema                                         |
| 1979 | Arie Versluis                                       | Herman Snoeijink                                    | Wim Albersen                                        |
| 1980 | Herman Snoeijink                                    | Hans Vonk                                           | Maarten de Vos                                      |
| 1981 | Jan Felken                                          | Egbert Koersen                                      | Henk Mutsaars                                       |
| 1982 | Jos Alberts                                         | Gerard Wittenberg                                   | Frans Plantaz                                       |
| 1983 | Jan Spijker                                         | Henk Havik                                          | Jacques van der Poel                                |
| 1984 | Jan Spijker                                         | Peter Pieters                                       | Gert Jakobs                                         |
| 1985 | Eddy Schurer                                        | Frank Pirard                                        | Jan Simeons                                         |
| 1986 | Rob Harmeling                                       | Pierre Raas                                         | Fons Schootman                                      |
| 1987 | Tom Cordes                                          | Arno Ottevanger                                     | Pierre Duin                                         |
| 1988 | John Vos                                            | Rober van de Vin                                    | Raymond Meijs                                       |
| 1989 | Pierre Duin                                         | Arthur van Dongen                                   | Erwin Kistemaker                                    |
| 1990 | Tristan Hoffman                                     | Anthony Theus                                       | Mario Gutte                                         |
| 1991 | Frank van Veenendaal                                | Eric Naberman                                       | Erik Dekker                                         |
| 1992 | Tonnie Teuben                                       | Wietse Veenstra                                     | Pascal Appeldoorn                                   |
| 1993 | Martin van Steen                                    | Rik Rutgers                                         | Erwin Kistemaker                                    |
| 1994 | Bennie Gosink                                       | John den Braber                                     | Anthony Theus                                       |
| 1995 | Louis de Koning                                     | Rik Rutgers                                         | Niels van der Steen                                 |
| 1996 | Anthony Theus                                       | Rudie Kemna                                         | Gerard Kemper                                       |
| 1997 | Rudie Kemna                                         | Michael van der Wolf                                | Remco van der Ven                                   |
| 1998 | Tayeb Braikia                                       | Bart Boom                                           | Marcel Duijn                                        |
| 1999 | Wim van de Meulenhof                                | Wally Buurstede                                     | Rik Reinerink                                       |
| 2000 | Bart Boom                                           | Arno Bouten                                         | Mark Vlijm                                          |
| 2001 | non disputato                                       | non disputato                                       | non disputato                                       |
| 2002 | Brett Lancaster                                     | Kenny van Hummel                                    | Arno Wallaard                                       |
| 2003 | Alain van Katwijk                                   | Piet Rooijakkers                                    | John Sulkers                                        |
| 2004 | Jens Mouris                                         | Piet Rooijakkers                                    | Ruud Aerts                                          |
| 2005 | Arno Wallaard                                       | Arthur Farenhout                                    | Marco Bos                                           |
| 2006 | Peter Moehlmann                                     | Niki Terpstra                                       | Jos van Emden                                       |
| 2007 | Marco Bos                                           | Takashi Miyazawa                                    | Hannes Blank                                        |
| 2008 | Robin Chaigneau                                     | Bobbie Traksel                                      | Tom Veelers                                         |
| 2009 | Kenny van Hummel                                    | Eric Baumann                                        | Theo Bos                                            |
| 2010 | Job Vissers                                         | Andy Cappelle                                       | Dennis Smit                                         |
| 2011 | Wouter Haan                                         | Jesper Asselman                                     | Martin Hunal                                        |
| 2012 | R. Janse van Rensburg                               | Huub Duyn                                           | Wim Stroetinga                                      |
| 2013 | Tom Vermeer                                         | Martin Mortensen                                    | Christoph Pfingsten                                 |
| 2014 | Dennis Coenen                                       | Coen Vermeltfoort                                   | Maurits Lammertink                                  |
| 2015 | Jeff Vermeulen                                      | Marco Zanotti                                       | Coen Vermeltfoort                                   |
| 2016 | Aidis Kruopis                                       | Joeri Stallaert                                     | Timothy Stevens                                     |
| 2017 | Nicolai Brøchner                                    | Bert Van Lerberghe                                  | Johim Ariesen                                       |
| 2018 | Piotr Havik                                         | Harry Tanfield                                      | Max Kanter                                          |
| 2019 | Nils Eekhoff                                        | Martijn Budding                                     | Piotr Havik                                         |
| 2020 | annullata per la Pandemia di COVID-19 del 2019-2021 | annullata per la Pandemia di COVID-19 del 2019-2021 | annullata per la Pandemia di COVID-19 del 2019-2021 |
| 2021 | annullata per la Pandemia di COVID-19 del 2019-2021 | annullata per la Pandemia di COVID-19 del 2019-2021 | annullata per la Pandemia di COVID-19 del 2019-2021 |
| 2022 | Coen Vermeltfoort                                   | Cameron Scott                                       | Joren Bloem                                         |
| 2023 | Coen Vermeltfoort                                   | Tim Torn Teutenberg                                 | Mārtiņš Pluto                                       |
| 2024 | Declan Trezise                                      | Oded Kogut                                          | Coen Vermeltfoort                                   |
| 2025 | annullata                                           | annullata                                           | annullata                                           |